# Arophyton rhizomatosum
Arophyton rhizomatosum är en kallaväxtart som först beskrevs av Samuel Buchet, och fick sitt nu gällande namn av Josef Bogner. Arophyton rhizomatosum ingår i släktet Arophyton och familjen kallaväxter. Inga underarter finns listade.